# Omcheon-myeon
Omcheon-myeon (koreanska: 옴천면) är en socken i den södra delen av Sydkorea, 315 km söder om huvudstaden Seoul. Den ligger i kommunen Gangjin-gun i provinsen Södra Jeolla.